# کوینتون (اکلاهما)
کوینتون(به انگلیسی: Quinton) شهری در ایالت اکلاهما کشور ایالات متحده آمریکا است که جمعیت آن در سرشماری سال ۲۰۱۰ میلادی، ۱٬۰۵۱ نفر بوده‌است.